# Leonard Clark
Leonard Francis Clark (Amerikai Egyesült Államok, 1907. január 6. – Venezuela, 1957. május 4.) amerikai felfedező, hírszerző, író.

## Élete
Egyetemi tanulmányait a kaliforniai egyetemen végezte, majd belépett a hadseregbe. Az OSS (Office of Strategic Services, a CIA elődszervezete a második világháborúban) keretében hírszerző és diverzáns tevékenységet végzett Kínában és Mongóliában a japán vonalak mögött. A világháború végén ezredesi rangban szerelt le.
Ezután saját szervezésében, többnyire magányosan, gyakran életveszélyben végzett felfedező utakat Távol-Keleten, Közép- és Dél-Amerikában. Konkrétabb úti céljai között volt Borneó, Celebesz, Szumátra, Japán, Kína több területe, így Tibet, India, Burma, Mexikó, Peru, Venezuela. A tudományos igényű felfedező munka mellett nem állt távol tőle a kalandos „kincskeresés” sem. Egyik legismertebb útja az Amazonas-medence perui részére vezetett 1946-ban, ahol az inkák aranyvárosait, Eldorádót kereste, beszámolója szerint komoly részeredményekkel. Az erről az útjáról írott könyve jelentős nemzetközi sikert aratott, (The Rivers Ran East; A folyók keletnek tartanak) számos nyelvre, így magyarra is lefordították.
1957-ben Venezuelában hunyt el, egy gyémántkutató expedíció során.

## Művei

### Angolul
- A Wanderer Till I Die
- Green Wood
- The Marching Wind
- The Rivers Ran East
- Yucatan Adventure

### Magyarul
- A folyók keletnek tartanak; ford. Vámosi Pál; Gondolat, Bp., 1969 (Világjárók)